# Ньева, Франсиско
Франсиско Ньева (исп.  Francisco Morales Nieva; 29 декабря 1924, Вальдепеньяс — 10 ноября 2016, Мадрид) — испанский драматург и прозаик, режиссёр, художник.

## Биография
Из старинной обеспеченной семьи. Учился живописи в Королевской академии изящных искусств в Мадриде, входил в круг постсюрреалистического литературно-художественного авангарда послевоенных лет — постизма (Карлос Эдмундо де Ори, Анхель Креспо, Фернандо Аррабаль и др.). В 1948—1963 жил в Париже, сблизился с Беккетом, Ионеско, Брехтом, работал с Пазолини на фильме Аккатоне. Затем год провел в Венеции, вернулся в Мадрид в 1964. Некоторое время впоследствии жил также в Берлине и Риме.

## Творчество
Писать для театра начал в 1949, но первые публикации и постановки пьес Ньевы относятся к 1970-м годам. Его драмы, наследующие традициям барокко и сценическому гротеску Валье-Инклана, составляют два цикла: «неистовый театр» и «театр фарса и горя». Гротескно-фантастический характер носит и проза Ньевы. Выступал как художник-декоратор в кино (в том числе, в фильмах Карлоса Сауры), в театре, на телевидении.

## Избранные произведения

### Драматургия
- Tórtolas, crepúsculo y… telón (1953)
- Pelo de tormenta (1961)
- Aquelarre y negra noche de Nosferatu (1961)
- El combate de Ópalos y Tasia (1964)
- Es bueno no tener cabeza (1966)
- El maravilloso catarro de lord Bashaville (1967)
- Pelo de tormenta (1967)
- Malditas sean Coronada y sus hijas (1968)
- La carroza de plomo candente (1969)
- El rayo colgado y peste de loco amor (1969)
- La señora tártara (1969)
- Españoles bajo tierra (1973)
- El paño de injurias (1974)
- Coronada y el toro (1974)
- Sombra y quimera de Larra (1976)
- Delirio del amor hostil (1977)
- La magosta (1978)
- Salvator Rosa o El artista (1983)
- Catalina del demonio (1988)
- Centón de teatro (1997)
- De frailes y monstruos (1999)
- ¡Viva el estupor! (2005)
- Los mismos (2005)

### Сценические обработки
- Мир/ La paz (1977, по Аристофану)
- Рукопись, найденная в Сарагосе/ El manuscrito encontrado en Zaragoza (1988, по роману Яна Потоцкого)
- Приключения Тиранта Белого/ Las aventuras de Tirante el Blanco (1987, по роману Ж.Мартуреля)

### Романы и новеллы
- El viaje a Pantaélica (1994)
- Granada (1994)
- La llama vestia de negro (1995)
- Oceánida (1996)
- Carne de murciélago (1998)
- Los rabudos y otros cuentos (2000)

### Мемуары
- Las cosas como fueron: memorias (2002)

## Признание
Национальная театральная премия (1980, 1992), Литературная премия принца Астурийского (1992), Национальная премия по драматической литературе (1992). Театральная премия Валье-Инклана (2010). Член Испанской Королевской Академии (1986).